# Прапор Вовчанська
Пра́пор Вовча́нська — один із символів міста, затверджений 24 березня 1999 року на VI сесії міської ради ХХІІІ скликання. Автор прапора  — А. Гречило.

## Опис
Полотнище прапора міста складається з двох горизонтальних смуг жовтого і синього кольорів.
Верхня смуга розділена навпіл по вертикалі. В полі ліворуч розташовані червоно-жовтий ріг достатку, перехрещений з кадуцеєм (у первісному варіанті ріг достатку був жовтим, а поле зеленим). У правому полі розміщені три дубові листочки, які засвідчують, що місто виникло серед дубових дібров.
У нижньому синьому полі по зеленому вигині біжить до древка сірий вовк із червоними очима та язиком.
Співвідношення сторін прапора — один до одного.